# Jean Casimir-Perier

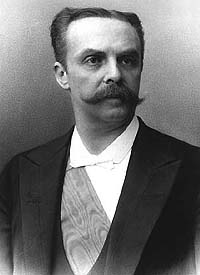
Jean Casimir-Périer, Vijfde president van Frankrijk

Jean Paul Pierre Casimir-Périer (Parijs, 8 november 1847- aldaar, 11 maart 1907) was de vijfde Franse president van de Derde Republiek.
Casimir-Périer werd geboren als de zoon van Auguste Casimir-Périer en de kleinzoon van Casimir Pierre Périer, premier onder Lodewijk Filips van Frankrijk. Hij begon zijn politieke carrière als secretaris voor zijn vader, die minister van Binnenlandse Zaken was in het kabinet van Adolphe Thiers.
Ondanks zijn monarchistische afkomst koos Casimir-Périer voor de Republikeinen en was hij van centrumlinkse signatuur. Op 17 augustus 1883 werd hij onderminister van Oorlog tot 7 januari 1885. Hij werd in 1893 kamervoorzitter en minister van Buitenlandse Zaken. Op 27 juni 1894 werd hij met 451 stemmen voor tot president van de republiek gekozen. Op 14 januari 1895 nam premier Charles Dupuy die niet goed opschoot met zijn president, ontslag. Vanaf die dag begonnen de ministers de president volledig te negeren. Onder druk van de regering werd hij gedwongen op 16 januari 1895 ontslag te nemen. Dupuy werd die dag waarnemend president voor één dag. Na zijn gedwongen ontslag nam Casimir-Périer afstand van de politiek. Hij overleed op 59-jarige leeftijd.
Lodewijk Napoleon Bonaparte · Louis Jules Trochu · Adolphe Thiers · Patrice de Mac Mahon · Jules Grévy · Marie François Sadi Carnot · Jean Casimir-Perier · Félix Faure · Émile Loubet · Armand Fallières · Raymond Poincaré · Paul Deschanel · Alexandre Millerand · Gaston Doumergue · Paul Doumer · Albert Lebrun · Vincent Auriol · René Coty · Charles de Gaulle · Georges Pompidou · Valéry Giscard d'Estaing · François Mitterrand · Jacques Chirac · Nicolas Sarkozy · François Hollande · Emmanuel Macron
- Bibliothèque nationale de France: cb148804732 (data)
- Gemeinsame Normdatei: 117648094
- International Standard Name Identifier: 0000 0000 6658 2243
- Library of Congress Control Number: n86016713
- Base Léonore: C/0/7
- Nationale Bibliotheek van Israël: 987007301614805171
- Nationale Bibliotheek van Polen: a0000002604379
- SNAC: w63f76t4
- Système universitaire de documentation: 083312013
- Virtual International Authority File: 51958593
- WorldCat: E39PBJrryPJFXBM8pPFVyjMHG3